# Augustin Bolboaca
Augustin Bolboaca (Kolozsvár, 1975. október 21. –) román labdarúgó. Pályafutása alatt baranyai csapatokban szerepelt. A Komlói Bányász együttesénél, védő létére négyszer lett a csapat házi gólkirálya. 2020 óta a Pécsi MFC női csapatának vezetője.

## Pályafutása
1998-ban érkezett Magyarországra a Komlói Bányász csapatához, ahol nyolc évet töltött. Egy éves bogádi kitérő után a Pécsi VSK-nál folytatta, majd Komlón játékos-menedzserként tevékenykedett visszavonulásáig.

### Edzőség
Labdarúgó karrierjével párhuzamban 2007 óta edzőként is tevékenykedett kisebb csapatoknál megyei bajnokságokban.
2016-tól a Pécsi Sportolda SE szakmai vezetőjeként kezdett el foglalkozni lányok edzésével, kezdeti sikerei az akkoriban hanyatló pécsi női csapat utánpótlásában is jelentős változásokat hoztak, 2020-tól pedig közös együttműködéssel fejlesztik a PMFC női szakágát.
A felnőtt csapattá alakult együttest a 2023-as idényben nevezték a női bajnokság másodosztályába, melyet már vezetőedzőként irányított. Klubjával az első NB II-es szezonjában fölényesen nyerték meg a bajnoki címet és a 2024–2025-ös idényben pedig az első osztályban bizonyíthat.

## Magánélete
Fia Sergiu a megyei bajnokságban szerepel, míg lánya Karina a Pécsi MFC és a román U19-es válogatott labdarúgója.

## Sikerei, díjai

### Edzőként

#### Pécsi MFC
- Másodosztályú bajnok (1): 2023–24